# Giovanni Guevara
Giovanni Guevara (Napoli, 23 marzo 1822 – Napoli, 5 febbraio 1882) è stato un politico italiano.